# Lambert Simnel
Lambert Simnel (ca. 1477 – ca. 1535) gyerekkorú angol csaló volt, aki mások utasítására azt állította magáról, hogy Plantagenet Györgynek, Clarence első hercegének a fia, így ő III. Richárd örököse, nem pedig a trónon ülő VII. Henrik. Simnel csak egy gyalog volt a politikai fordulatokkal elégedetlen York-párti nemesek játszmájában, amelynek célja a korona megszerzése volt.

## A korabeli Anglia
1485. augusztus 22-én a Bosworthi csatában elesett III. Richárd. A trónt a Lancasterekhez kötődő Tudor Henrik szerezte meg, akit VII. Henrikként koronáztak meg. Számos York-párti nagyúr nem nyugodott bele a helyzetbe, és kereste a módját, hogy egy hozzá kötődő királyt ültessen a trónra. Igazából csak három ember jöhetett szóba, IV. Eduárd két fia, valamint testvére, György fiú utódja. Az előbbi két gyermeket Richárd uralkodása alatt a londoni Towerbe zárták, ahol feltehetően meghaltak. György fia – Warwick grófja – VII. Henrik fogságában volt.
Sorsukról sok pletyka keringett, az egyik szerint IV. Eduárd két fia – Eduárd és Richárd – közül legalább egy életben van, és valahol Európában, vagy Írországban bujkál.

## A Simnel-felkelés
Richard Symonds, egy fiatal York-párti oxfordi pap ezt a helyzetet használta ki, és egyik tanítványáról – állítólagos hasonlóságára hivatkozva – azt állította, hogy Plantagenet György fia, aki megszökött VII. Henrik börtönéből. Eredetileg azt akarta hazudni, hogy Simnel IV. Eduárd Richárd nevű fia, azután döntött Warwick grófja mellett, hogy híresztelések terjedtek el haláláról.
Simnel születési évszáma nem ismert, feltehetően 1477-ben jött világra. A kortárs források keresztnevét illetően sem egységesek, némely feljegyzés Johnként hivatkozik rá. Apját a különböző források péknek, kereskedőnek és orgonaépítőnek írják. Symonds a gyereket a York-udvar szokásaira tanította, hogy megfelelően játszhassa el szerepét. Mivel nem valószínű, hogy egy szegény oxfordi pap képes lett volna a gyereket megfelelően nevelni, utaztatni, feltehetően komoly emberek álltak mögötte, esetleg Lincoln grófja, vagy Elizabeth Woodville, IV. Eduárd özvegye.
Symonds azt kezdte híresztelni, hogy Warwick nem halt meg, hanem megszökött Londonból, és az ő védelme alatt áll. 1487 elején 
Írországba vitte a gyereket, ahol erős volt a Yorkok ellenállása az új uralkodóval szemben. Sikerült elérnie, hogy a gyereket bemutassák Gerald FitzGeraldnak, Kildare grófjának, aki Írországot kormányozta VII. Henrik nevében. Kildare vagy elfogadta Simnel új személyazonosságát, vagy maga is a király bukását akarta, így a lázadók mögé állt. Ezután Simnelt VI. Eduárdként Dublinban megkoronázták. Eközben Londonban VII. Henrik, szabadon engedte a valódi Warwickot, hogy így bizonyítsa be a csalást.
1487 júniusában Simnelt a York-nemesek Angliába vitték, hogy megdöntsék VII. Henrik uralmát. A felkelést zsoldosokkal támogatta Yorki Margit burgundi hercegné. A nagyjából nyolcezer emberből álló felkelősereg vereséget szenvedett a Stoke Field-i csatában. Lambert Simnel a csata után börtönbe került, de mivel kiderült, hogy csak kihasználták, az uralkodó megkegyelmezett neki. Később a királyi konyhán alkalmazták nyársforgatóként, majd jó munkája eredményeként királyi sólymász lett belőle.

## Bizonytalan adatok
Lambert Simnel megkoronázásáról számos egykori krónika beszámolt, de nem lehet tudni, melyik ismertette pontosan az eseményeket. Jean Molinet azt írta 1490-ben, hogy valóban György fiát koronázták meg Dublinban, míg Bernard Andre csalónak nevezte Simnelt 1500-as feljegyzésében.